# Municipio de Prilep
El municipio de Prilep (en idioma macedonio: Општина Прилеп) es uno de los ochenta y cuatro municipios en los que se subdivide administrativamente Macedonia del Norte.

## Geografía
Este municipio se encuentra localizado en el territorio que abarca la región estadística de Pelagonia.

### Pueblos
- Alinci
- Belovodica
- Berovci
- Bešište
- Bonče
- Čanište
- Careviḱ
- Čepigovo
- Čumovo
- Dabnica
- Dren
- Dunje
- Erekovci
- Galičani
- Golem Radobil
- Golemo Konjari
- Guǵakovo
- Kadino Selo
- Kalen
- Kanatlarci
- Klepač
- Kokre
- Krstec
- Kruševica
- Lenište
- Lopatica
- Mal Radobil
- Malo Konjari
- Malo Ruvci
- Manastir
- Marul
- Mažučište
- Melnica
- Mirče Acev
- Nikodin
- Novo Lagovo
- Oreovec
- Peštani
- Pešterica
- Pisokal
- Pletvar
- Podmol
- Polčište
- Prilepec
- Prisad
- Rakle
- Selce
- Šeleverci
- Smolani
- Staro Lagovo
- Štavica
- Toplica
- Topolčani
- Trojaci
- Trojkrsti
- Veprčani
- Veselčani
- Vitolište
- Volkovo
- Vrpsko
- Zagorani
- Zapološko
- Živovo

## Población
La superficie de este municipio abarca una extensión de territorio de unos 1.194,44 kilómetros cuadrados. La población de esta división administrativa se encuentra compuesta por un total de 76.768 personas (según las cifras que arrojaron el censo llevado a cabo en el año 2002). Mientras que su densidad poblacional es de unos 64 habitantes por cada kilómetro cuadrado aproximadamente.